# Col·lèmbols
Els col·lèmbols (Collembola) conformen el més gran dels tres llinatges d'hexàpodes no considerats insectes (els altres dos llinatges són Protura i Diplura), dins del fílum dels artròpodes. A vegades s'inclou a Protura, Diplura i Collembola en una classe anomenada entòngnats (Entognatha) (perquè tenen les peces bucals internes), tot i que no semblen estar més relacionats entre si que amb els insectes, que tenen peces bucals externes.
Els col·lèmbols són organismes molt petits (poden tenir una longitud corporal d’entre 0,1 mm i 17 mm) i de vida lliure que viuen amagats en el sòl, en la fullaraca o en superfícies d’aigua. La majoria dels animals d’aquest grup s'alimenten de matèria orgànica en descomposició, fongs i bacteris, però alguns també s'alimenten de femtes d'altres artròpodes, algues i pol·len.
Habiten a tots els continents, àdhuc a l'Antàrtida. Són, probablement, els animals més nombrosos de la Terra, ja que, en alguns indrets, hi ha fins a cent mil individus per m². L’any 2022 es coneixen al voltant d’unes 8.800 espècies.

## Etimologia
La paraula Collembola prové del grec κόλλα kólla "pegament" i ἔμβολος émbolos "estaca" o "punt de recolzament"; aquest nom fa referència al col·lòfor, estructura situada en la part ventral de l'abdomen, que abans es pensava que s'enganxava a les superfícies per estabilitzar a l’animal.

## Morfologia
Els col·lèmbols són individus que poden mesurar des de 0,1 mm fins a 17 mm. En el seu estat adult són individus àpters (sense ales) i ametàbols (no fan metamorfosis). Tenen el cos dividit en 3 tagmes: cap, tòrax i abdomen, i sol ser allargat, globular i poc esclerotitzat. La cutícula presenta petites granulacions amb patrons geomètrics i sol estar envoltada de setes, aquestes poden ser de diferents tipus: 
- Setes: són mecanoreceptores i cobreixen l'organisme, es fixen al cos a través d’alvèols. N’hi ha de diversos tipus, les més importants són les sensiles que tenen funció sensorial i els tricobotris, especialitzats amb funcions mecanoreceptores relacionades amb l'òrgan de botridi.
- Espines: són setes fortament esclerotitzades que neixen sobre papil·les, solen trobar-se als segments abdominals posteriors en Poduromorpha.[6]
- Escames: setes modificades eixamplades que poden ser barbulades o espinades i llises o reticulades, permeten als col·lèmbols evitar la dessecació.[5]
- Setes genitals: són les que es troben a l’àrea genital. En funció amb la seva proximitat es classifiquen en 3, les eugenitals es troben tocant a la placa, van seguides per les circungenitals i les pregenitals són les més externes.

La cutícula sol ser incolora, tot i que, en alguns casos, pot presentar coloracions groguenques o ambre.

### Cap
El cap dels col·lèmbols pot ser prògnat amb l'obertura bucal a la part final davantera o hipògnat amb l'obertura bucal ventral. Les peces bucals són entognates, és a dir, que les maxil·les i les mandíbules es troben envoltades per una prolongació ventrolateral de la càpsula cefàlica, formada pel labre (posició fronto-dorsal), el llavi (posició ventral) i dos plecs laterals. Les mandíbules són allargades i les maxil·les no presenten palp; el llavi és petit i el labre presenta un marge en forma de serra transversal o de làmina que se situa per davant de l'obertura de la boca. Aquesta conformació pot variar en funció de l'alimentació dels individus i pot ser mastegadora, succionadora o picador-succionadora.
Les antenes són filiformes i tenen 4 segments cada un dels quals presenta la seva musculatura intrínseca que els permet moure's independentment (poden presentar diferències depenent del grup que es tracti). Les antenes, a part de tenir funció copuladora en alguns grups, els serveixen com a sensor i identificador de les condicions externes, ja que presenten estructures sensorials. Una d’elles és l’òrgan sensorial antenal  que es troba a l’extrem distal del tercer artell i està format per setes sensorials, normalment dues grosses, curtes i corbades protegides per dues sensiles de guarda i una microsensila. En els mascles d’alguns gèneres els artells 2 i 3 poden presentar modificacions degut al dimorfisme sexual que pateixen.
Els ulls són laterals respecte a l’eix mitjà del cap i rectangulars. Poden presentar d’un a vuit ommatidis, ocels o corneoles cada un. Els ommatidis, si estan presents, es disposen formant un patró en forma de “S”. Es creu que els ulls dels col·lèmbols deriven dels ulls de crustacis primitius. En grups que no viuen exposats a la llum els ulls poden estar reduïts o, fins i tot, ser absents.
En alguns gèneres s'ha detectat la presència d'un òrgan quimioreceptor, l'òrgan postantenal (OPA) (òrgan de Tömösvary). Aquest òrgan es forma per una evaginació de la cutícula a la qual arriben terminacions sensorials quimioreceptores que s'obren en porus i que poden tenir projeccions digitiformes, presenta morfologies des de molt simples (una única vesícula rodona) a complexes (vàries vesícules o lòbuls formant fileres).

### Tòrax
El tòrax pot tenir forma rectangular, trapezoide o triangular en funció de la família i està format per tres segments que tenen una placa dorsal o terguit cadascun. Les plaques s'anomenen protòrax, mesotòrax i metatòrax; en tots els grups, excepte en Poduromorpha, el protòrax es troba amagat pel mesotòrax. Presenten un parell de potes a cada segment que estan formades pels segments típics: (de proximal a distal) coxa, trocànter, fèmur i tibiotars. A la punta presenten una única ungla, aquesta presenta un unguícula a sota que pot fer la sensació que sigui una segona ungla, però no ho és.

### Abdomen
Està format per 6 segments dels quals el primer, tercer i quart presenten apèndix especials. Els segments de l'abdomen poden estar imbricats o poden fusionar-se formant un gran abdomen; normalment tenen una mida similar, però si la furca està desenvolupada, el quart segment sol ser més gran i ample. El gonòpor es troba al cinquè segment, en mascles és longitudinal i en femelles transversal; els mascles presenten unes sedes que envolten l'obertura i que formen una estructura en forma d'escut anomenada placa genital, en femelles aquesta placa està formada per dues valves que poden presentar alguna microseda. A l'últim segment se situa el porus anal que pot ser terminal o ventral.
Només presenten 3 apèndixs abdominals:
- El tub ventral es troba al primer segment i, en repòs, té una forma cilíndrica que serveix per a l'adhesió al substrat a través de dues vesícules evaginables que secreten una substància enganxosa. Aquesta substància es desconeix d'on prové, es creu que podria venir del labre a través del canal ventral (linea ventralis). En Symphypleona s'ha demostrat que utilitzen el tub ventral com a mètode per netejar-se. Altres funcions serien l'intercanvi de gasos i la regulació hídrica, ja que poden absorbir aigua i ions a través d'ell.[11]
- El tenacle es troba a la meitat del tercer segment. Està format per una peça basal senzilla que presenta una o més sedes i dos peces distals ramificades que tenen dents a les seves superfícies externes, aquestes funcionen com a estructures d'ancoratge per la furca. La furca s'enganxa a les dents i contra l'abdomen.[6]
- La furca o fúrcula se situa al quart segment i està formada pel manubri (part basal) seguit de dues dents que acaben cada una en un mucró (ungles). Les dents presenten una serra que s'acobla amb la del tenacle. La furca no és un caràcter constant sinó que en algun grup està reduïda o, fins i tot, absent.[5]

La furca i el tenacle no sempre estan presents, però quan hi són participen en la mobilitat. La furca queda subjecte al tenacle i quan és sotmesa a una gran força de tensió muscular es deixa anar bruscament impulsant a l'animal enrere. Aquest mecanisme és molt important a l'hora d'escapar davant un possible perill.

## Sistemàtica i filogènesi
No hi ha un consens total respecte de la taxonomia dels col·lèmbols, inclús no hi ha consens sobre si són part de la classe Insecta o no. Alguns estudis de seqüències d'ADN suggereixen que els col·lèmbols representen una línia evolutiva separada dels altres Hexapoda, però altres autors creuen que aquest resultat és causat per patrons d'evolució molecular àmpliament divergents entre els artròpodes. Els ajustos del rang taxonòmic tradicional dels col·lèmbols reflecteixen la incompatibilitat ocasional de les agrupacions tradicionals amb la cladística moderna: quan s'incloïen amb els insectes, es classificaven com a ordre; com a part d'Entognatha, es classifiquen com a subclasse; si es consideren un llinatge basal d'Hexapoda, s'eleven a l'estatus de classe.
Actualment Collembola es divideix en 4 ordres: Poduromorpha, Entomobryomorpha, Neelipleona i Symphypleona. Tradicionalment, però, es dividien en els ordres “Arthropleona” (grup parafilètic que incloïa a Poduromorpha i Entomobryomorpha) i Neopleona (incloent a Symphypleona i Neelipleona). Filogènia clàssica:
|  | Neelipleona  |
|  |              |
|  | Symphypleona |
|  |              |

|  | Poduromorpha     |
|  |                  |
|  | Entomobryomorpha |
|  |                  |

|  | Neelipleona  |
|  |              |
|  | Symphypleona |
|  |              |

|  | Poduromorpha     |
|  |                  |
|  | Entomobryomorpha |
|  |                  |

|  | Neelipleona  |
|  |              |
|  | Symphypleona |
|  |              |

|  | Poduromorpha     |
|  |                  |
|  | Entomobryomorpha |
|  |                  |

|  | Neelipleona  |
|  |              |
|  | Symphypleona |
|  |              |

|  | Poduromorpha     |
|  |                  |
|  | Entomobryomorpha |
|  |                  |

Estudis recents de l'anàlisi de les dades de la seqüència ARNr 18S i 28S, d'ADNmt i del genoma sencer suggereixen que els Neelipleona conformen el llinatge més antic de col·lèmbols, fet que explicaria les seves peculiars apomorfies. La filogènia més recent basada en genomes complets és la següent:
|  | Poduromorpha                                                      |
|  |                                                                   |
|  | \| \| Symphypleona \| \| \| \| \| \| Entomobryomorpha \| \| \| \| |
|  |                                                                   |
|  | Symphypleona                                                      |
|  |                                                                   |
|  | Entomobryomorpha                                                  |
|  |                                                                   |

|  | Symphypleona     |
|  |                  |
|  | Entomobryomorpha |
|  |                  |

|  | Poduromorpha                                                      |
|  |                                                                   |
|  | \| \| Symphypleona \| \| \| \| \| \| Entomobryomorpha \| \| \| \| |
|  |                                                                   |
|  | Symphypleona                                                      |
|  |                                                                   |
|  | Entomobryomorpha                                                  |
|  |                                                                   |

|  | Symphypleona     |
|  |                  |
|  | Entomobryomorpha |
|  |                  |

## Registre fòssil i evolució
El seu registre fòssil data des del Devonià primerenc. Es considera que els fòssils més antics reconeguts com a hexàpodes pertanyen a Collembola, ja que les peces bucals d’aquests espècimens són característiques dels entògnats i algun d’ells presenta una estructura similar a la furca. La majoria dels col·lèmbols que tenen un registre fòssil es conserven en ambre. L’espècie fòssil Rhyniella praecursor, trobada a Rhynie chert (Escòcia), data de 400 milions d’anys. Atès que la seva morfologia s'assembla bastant a les espècies existents, la radiació d’Hexapoda es pot situar al Silurià, fa 420 milions d’anys o més. Investigacions addicionals sobre els copròlits dels antics col·lèmbols van permetre als investigadors rastrejar els seus llinatges uns 412 milions d’anys enrere.
L’evidència fòssil suggereix que les comunitats de Collembola van ser estables durant aproximadament 10 o 90 milions d’anys, amb períodes puntuals de ràpida especiació quan apareixen nous nínxols. L’evidència molecular suggereix una possible relació entre l’evolució de Collembola a partir d’un ancestre marí multisegmentat semblant a un crustaci. Aquests, durant el període Cambrià, poden haver colonitzat zones costaneres i estuaris on s'alimentaven de fongs i líquens, esdevenint progressivament terrestres.
S'han enumerat algunes adaptacions al medi terrestre considerant l’evolució de Collembola a partir d’aquest hipotètic ancestre: es va perdre el segon parell d’antenes (no eren necessàries per nedar), es va reduir el nombre de segments del cos, les cames del primer segment abdominal van desenvolupar vesícules i es convertiren en el tub ventral.

## Diversitat
El nombre d'espècies de col·lèmbols s'ha estimat a 50.000, fins al moment se n'han descrit 8.800 espècies en tot el món. La informació sobre el nombre d'espècies descrites varia molt, ja que són molt difícils d'identificar i distingir. Les estructures dels genitals complexes no estan presents en Collembola (s'usen per a la identificació d'espècies en altres hexàpodes) i per la identificació de moltes espècies de col·lèmbols s'utilitzen els patrons de coloració, tot i això, aquests poden variar molt en alguns gèneres estretament relacionats.

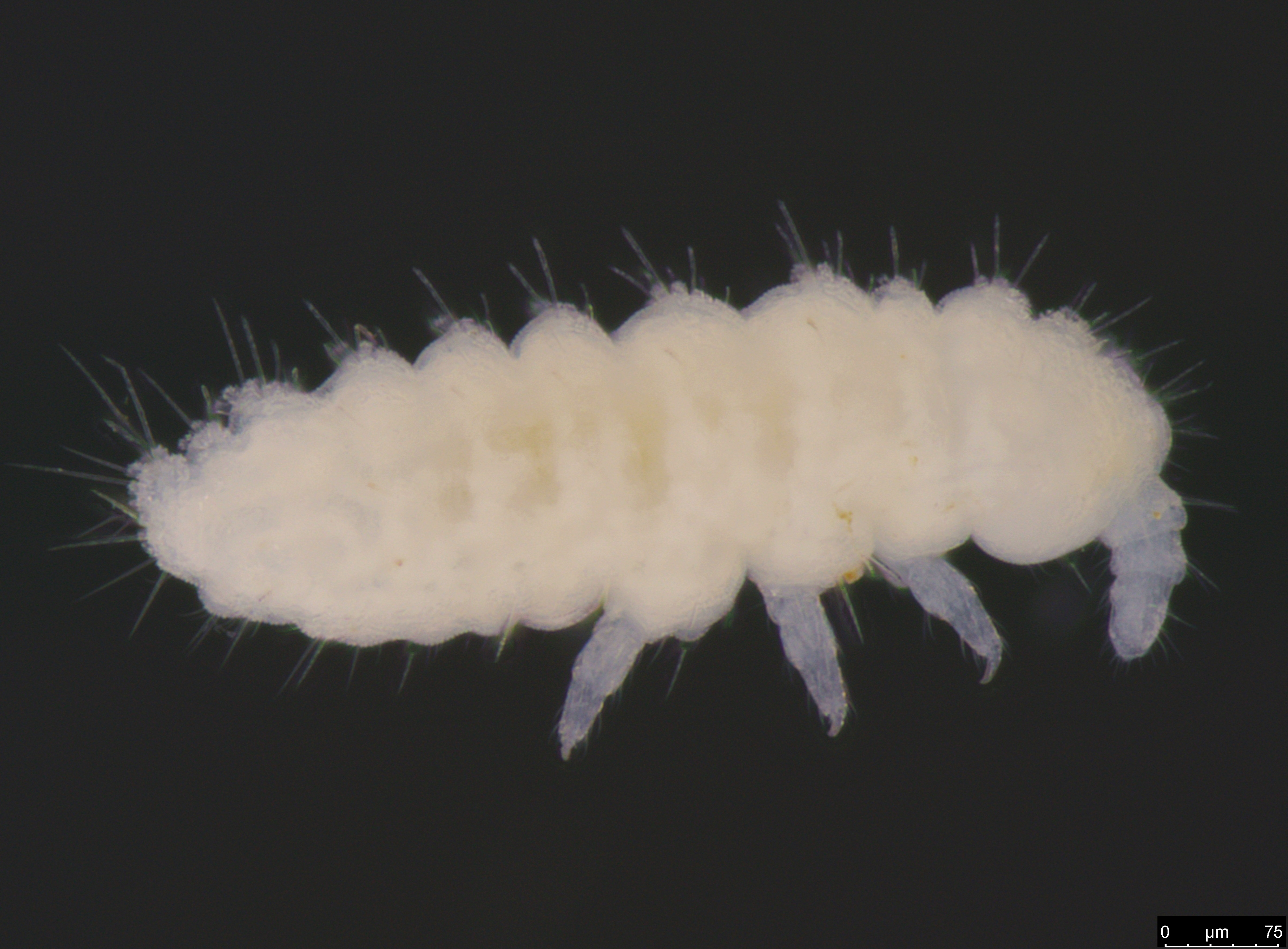
Poduromorpha

### Ordre Poduromorpha
Tenen un cos allargat i cilíndric, clarament segmentat i lleugerament aixafat dorso-ventralment. A diferència dels altres col·lèmbols presenten en protòrax ben desenvolupat i tenen setes a la part dorsal; a més, el quart segment abdominal té aproximadament la mateixa mida que el tercer. Les espècies d'aquest grup solen ser petites (0,4 mm) tot i que algunes poden arribar a fer 1 cm d'allargada.
Solen tenir una coloració uniforme i, tot i que la majoria són blancs, n'hi ha alguns de colors blaus i vermells. La coloració està relacionada amb l'altitud i la latitud: trobem més espècies fosques a prop dels pols i a les muntanyes. En observar la seva cutícula es veu que està granulada. La família Onychiuridae presenta pseudocellis, un tipus d'estructura cuticular exclusiva d'aquest grup.

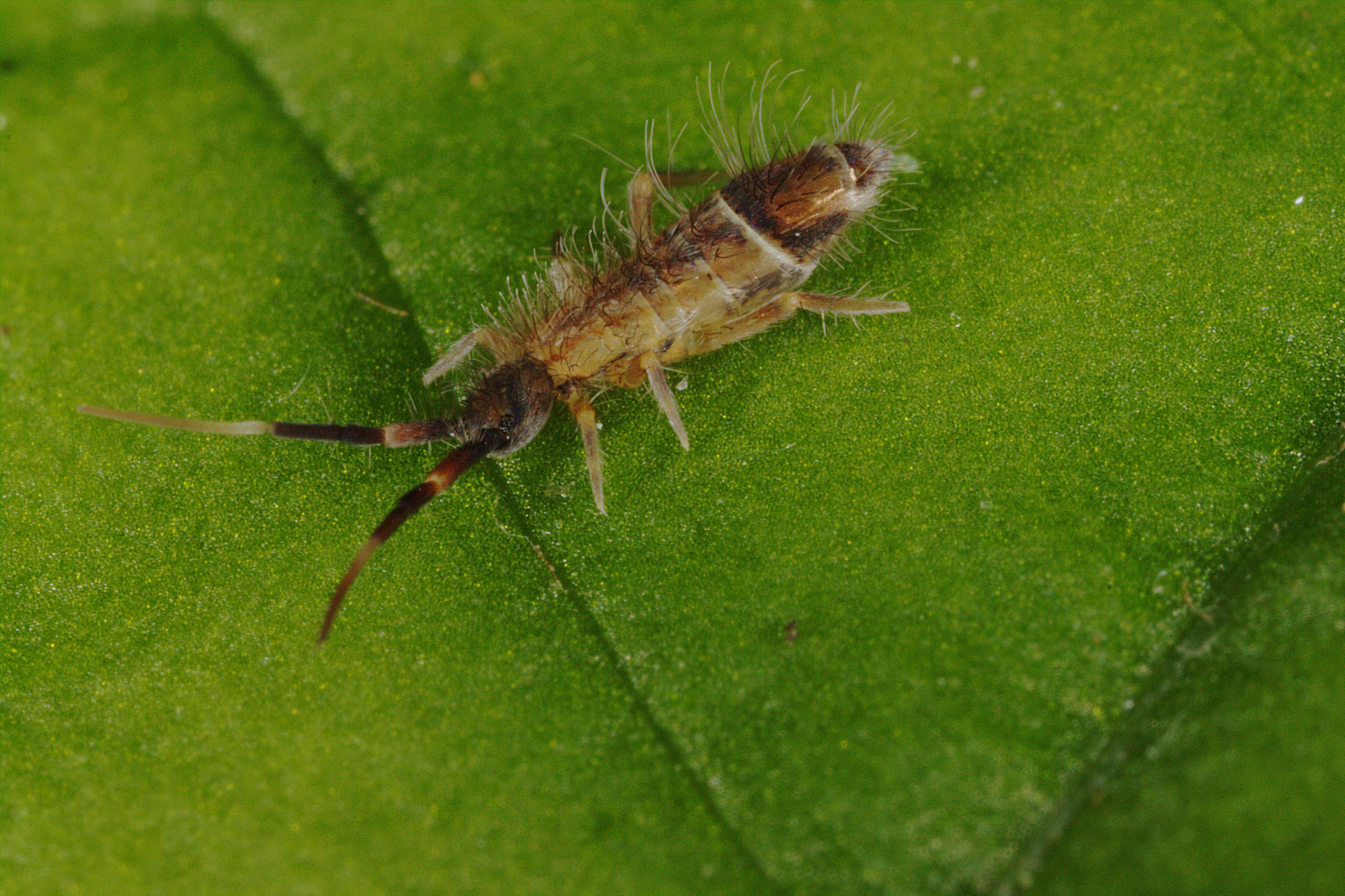
Entomobryomorpha

### Ordre Entomobryomorpha
El pronoto (part dorsal del protòrax) està reduït i no presenten setes dorsals. Aquest ordre conté els col·lèmbols més prims i estilitzats; o tenen potes i antenes curtes, i llargs cossos distintius, o potes i antenes llargues. Presenten fúrcules ben desenvolupades; aquests són els membres més característics de l'ordre. Hi ha escates en alguns gèneres.
Les famílies que agrupa són: Actaletidae, Coenaletidae, Cyphoderidae, Entomobryidae, Isotomidae, Microfalculidae, Oncopoduridae, Paronellidae, Praentomobryidae i Tomoceridae.

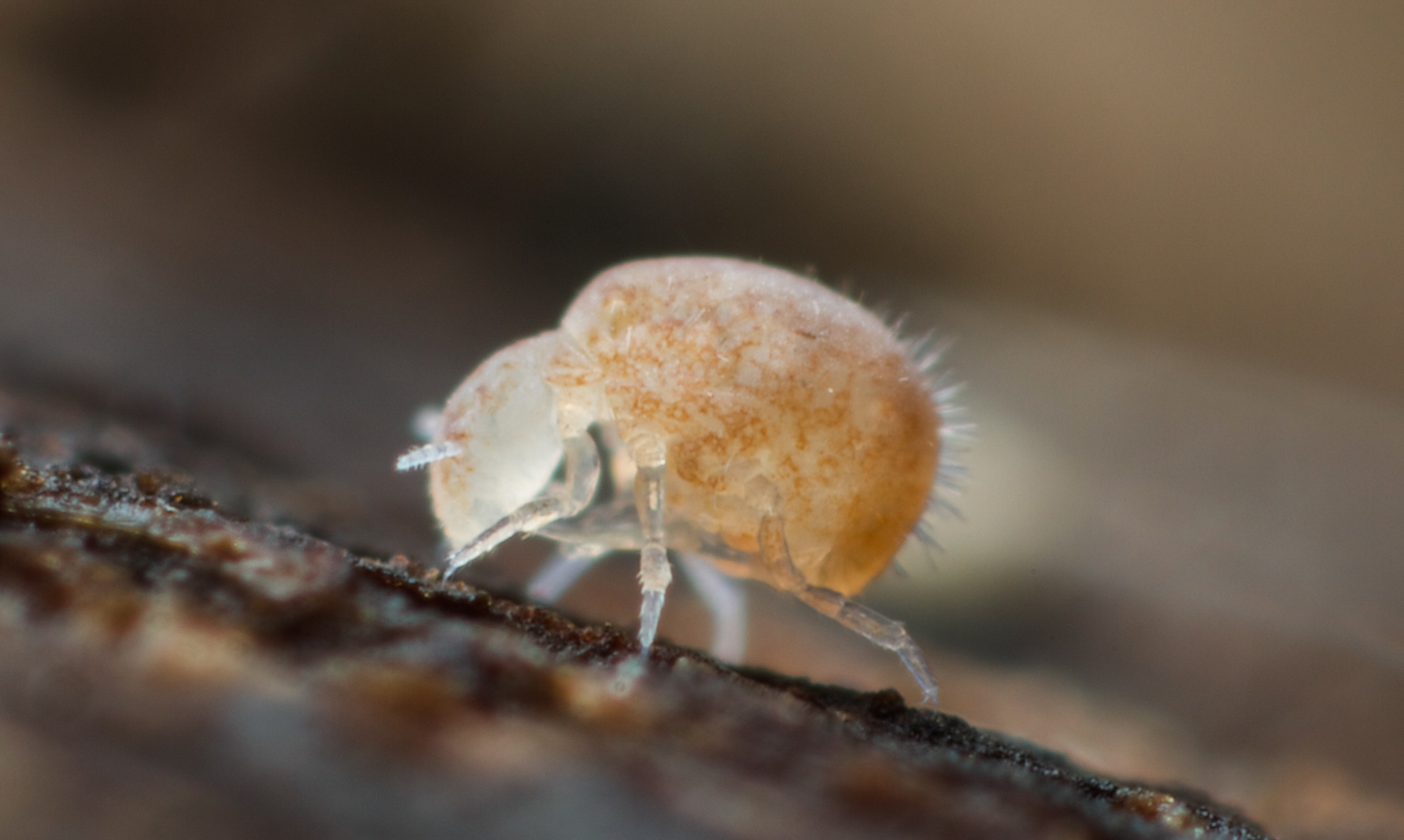
Neelipleona

### Ordre Neelipleona
Són els col·lèmbols més petits i no solen fer més d'1 mm, són incolors i no tenen corneoles. Acostumen a viure al sòl o en fullaraca. Aparentment, només comprenen una família, Neelidae.
Presenten una aparença globular amb els segments abdominals fusionats sense marques visibles. Les seves antenes no sobrepassen el cap i el segment IV i VI no poden diferenciar-se. El cos no presenta tricobotris dorsals, tenen setes escasses, no presenten escames ni tràquees. La fúrcula està ben desenvolupada.
Es diferencien dels Symphyleona perquè el seu cos està compost per l'expansió del tòrax i no pels segments de l'abdomen. A més, el grup dels Neelipleona presenta antenes més curtes que el cap, i el grup dels Symphypleona antenes més llargues que el cap.

### Ordre Symphypleona

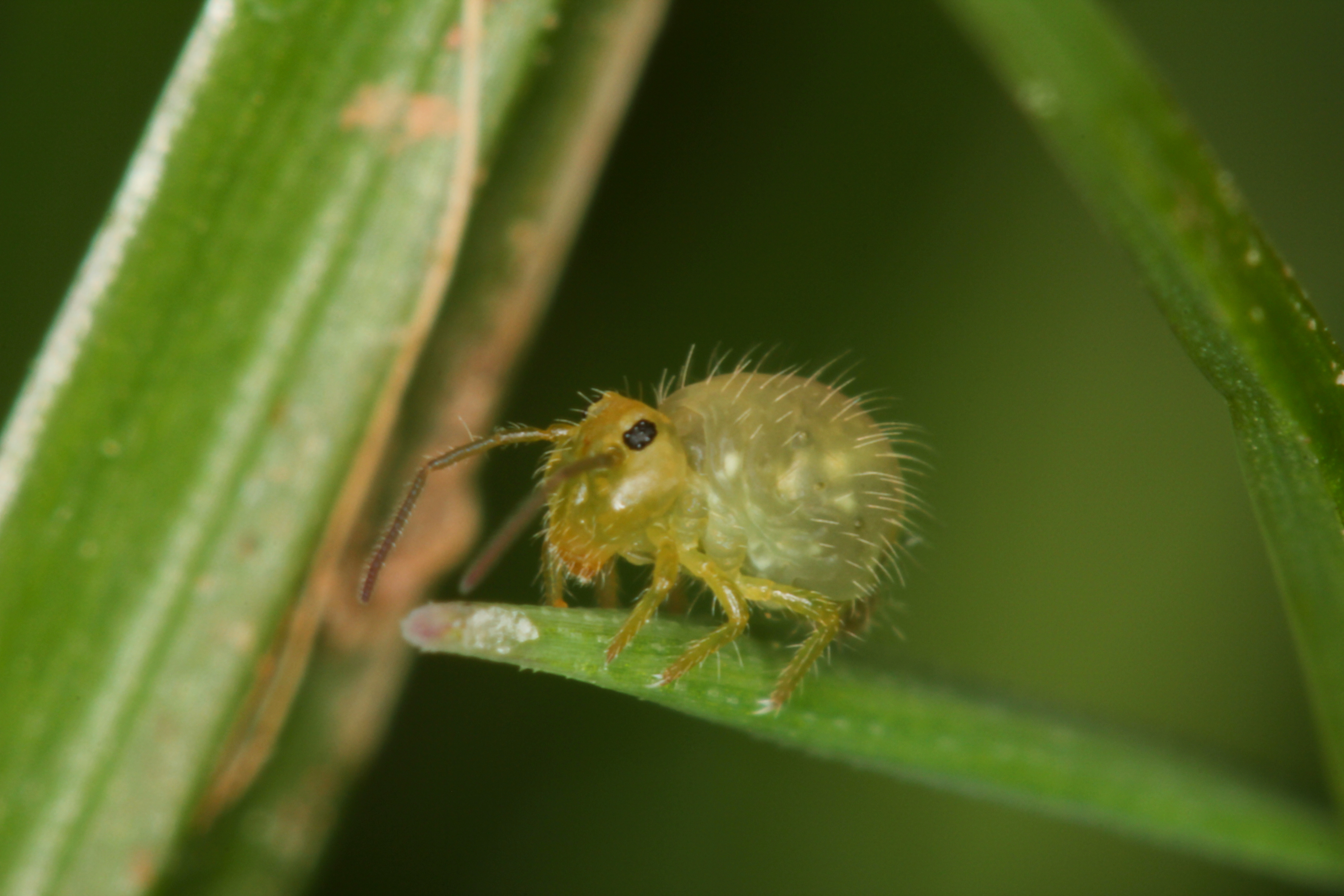
Symphypleona

És un dels majors ordres dins de col·lèmbols. Apareixen en sòls rics en matèria orgànica, tot i ser comuns solen passar desapercebuts a causa de la seva petita mida. Algunes espècies son considerades plagues de cultius.
Poden o no ser pigmentats i presenten un nombre de coreoles que pot variar d’entre 0 a 8 a cada costat. En general mesuren més de 0,7 mm. Es caracteritzen per posseir un abdomen globulós, pel fet que els quatre primers segments abdominals estan fusionats (gran abdominal). Els segments V i VI poden diferenciar-se amb certa facilitat. El cos és subglobular, no allargat i deprimit lateralment. El cap està clarament definit i és hipògnat, les antenes poden ser llargues o curtes. Presenten setes dorsals i solen tenir la fúrcula molt desenvolupada. No presenten tràquees.

## Ecologia

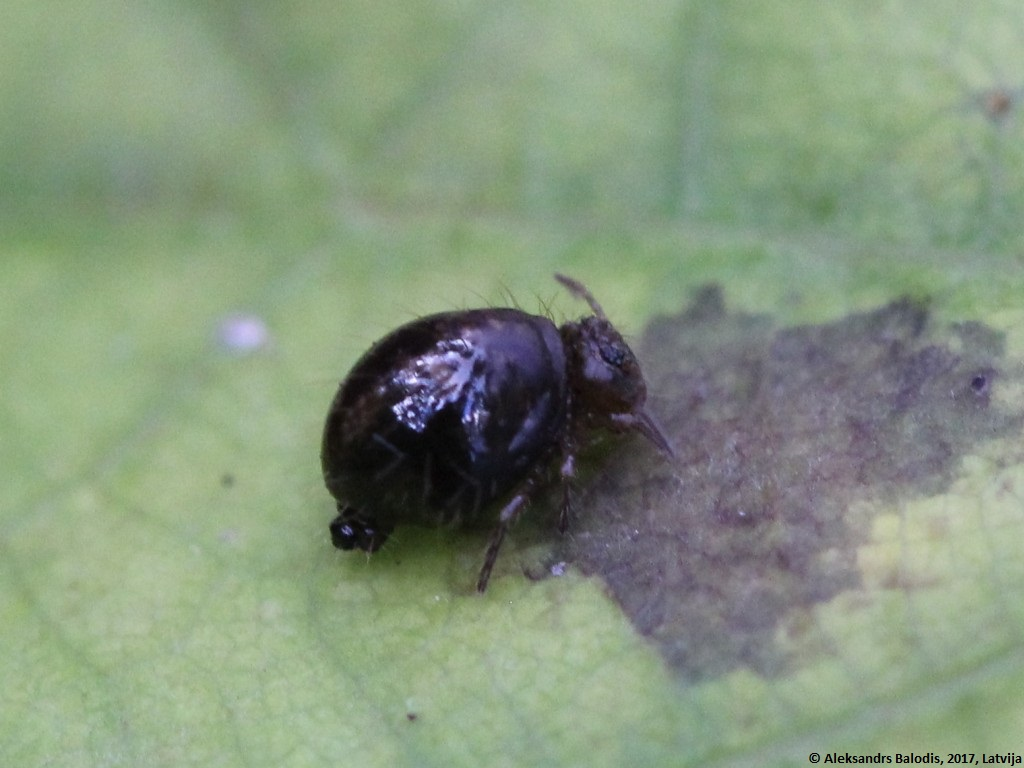
Allacma fusca (Symphypleona) sobre matèria vegetal.

### Hàbitat
Els col·lèmbols presenten una gran facilitat per dispersar-se. Poden conquerir diferents ecosistemes amb climes molt variats i amb condicions atípiques. Els podem trobar en diverses parts del planeta.
Aquests organismes es troben principalment en ambients humits; a la fullaraca, a les superfícies florals, als arbres, a les molses, als llacs, als rierols, a les coves i també es poden trobar en zones profundes del sòl. Tot i això, també se'ls ha trobat enterrats a zones àrides, per tal d'evitar la dessecació o associats a la rizosfera de xeròfits.
Els llocs on els col·lèmbols són més abundants és en els hàbitats sense pertorbar, com els sòls dels boscos. I tot i ser molt abundants, la seva aportació a la biomassa total del sòl és molt petita, a causa de la seva reduïda mida.

### Alimentació
Majoritàriament, els col·lèmbols son herbívors i/o detritívors, ja que la seva dieta està basada en alimentar-se de la matèria orgànica en descomposició, dels microorganismes del sòl, com serien els bacteris i els fongs (com hifes i espores); de material vegetal i pol·len, de materials col·loidals i minerals. A més, poden ser carnívors, alimentant-se de petits invertebrats com per exemple els nematodes, els rotífers i també altres col·lèmbols.
Les espècies herbívores i detritívores fragmenten el material biològic present al sòl i a la fullaraca, afavorint així la descomposició i augmentant la disponibilitat de nutrients per a diferents espècies de microorganismes i fongs.

### Depredadors naturals i mecanismes de defensa
Entre els depredadors naturals dels col·lèmbols s'hi troben principalment els escarabats, les formigues i alguns aràcnids. D'aquesta manera, els col·lèmbols presenten diferents mecanismes de defensa per evitar ser depredats per aquests organismes.
Uns dels principals mecanismes de defensa és gràcies a la furca, la qual els permet saltar i moure's a gran velocitat, per aconseguir fugir dels depredadors. A més, observat en l'espècie Tetrodontophora bielanensis, els col·lèmbols també poden secretar substàncies químiques quan es veuen amenaçats. El fluid químic conté diferents alcaloides que seran capaços de desorientar i modificar el comportament del seu depredador. El fluid es forma dins de les cèl·lules secretores i s'excreta a través d'unes obertures anomenades pseudocèl·lules.
Un altre mecanisme de defensa està relacionat amb l'expressió i la secreció de diferents feromones d'alarma. Aquest mecanisme el veiem en les espècies gregàries (com Hypogastrura pannosa) i es basa en l'alliberació d'aquesta feromona quan hi ha un trencament de la cutícula d'un individu. Aquest fet posarà en alerta a la resta del grup i conseqüentment duran a terme un comportament de fugida.

## Reproducció i cicle de vida

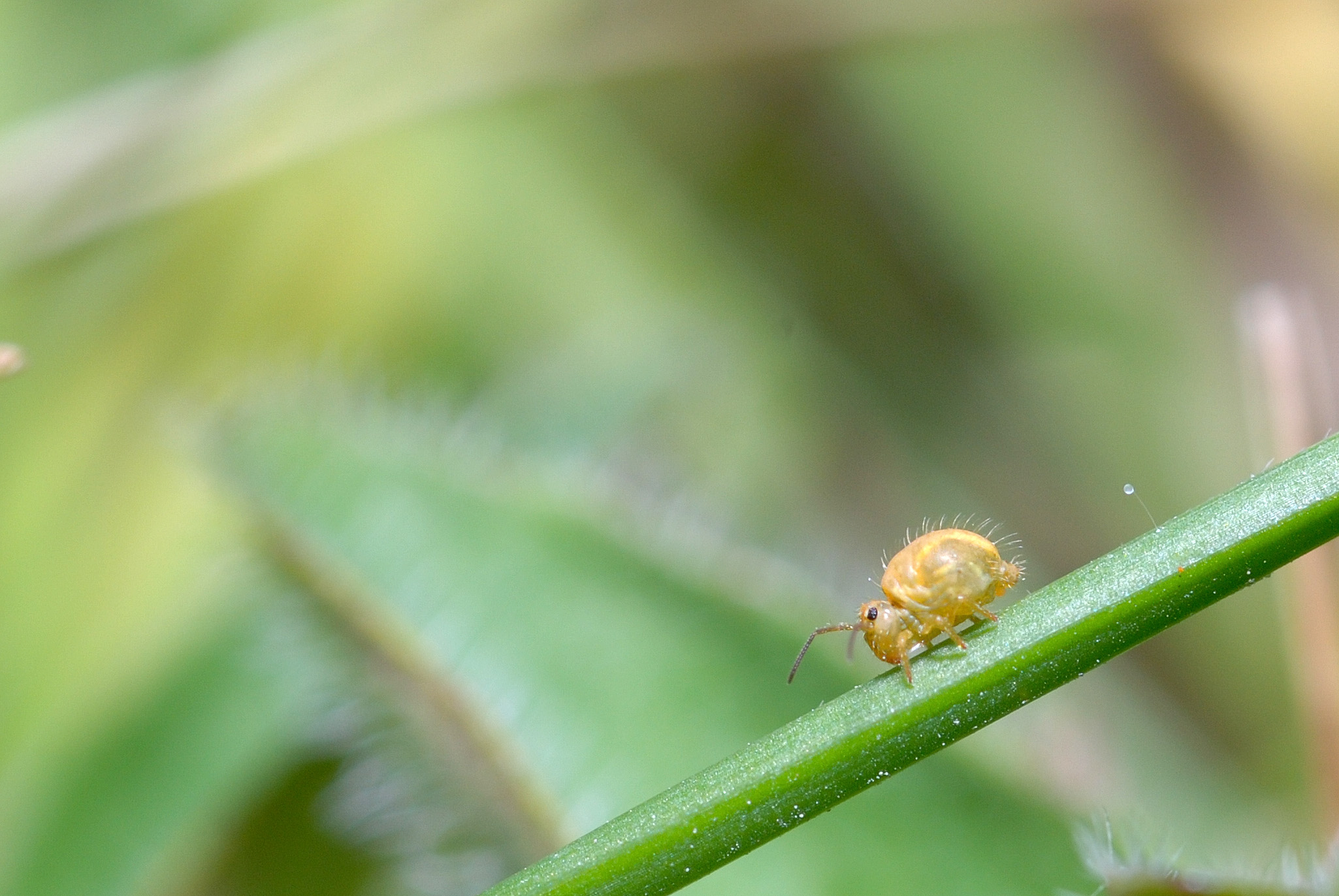
Individu de l'espècie Sminthurus viridis. L'espermatòfor es troba a la seva dreta.

Els col·lèmbols són dioics i poden transferir l'esperma de forma indirecta o directa. D'una banda, el mascle pot col·locar l'anomenat espermatòfor (que conté l'esperma) a terra o sobre una superfície vegetal, i aquest serà recollit posteriorment per una femella. O, d'altra banda, es pot transferir l'esperma directament a l'obertura genital de la femella. Alguns gèneres situen aquest espermatòfor a l'extrem d'un peduncle. L'estimulació de la deposició dels espermatòfors per part de les feromones femenines ha sigut demostrat en l'espècie Sinella curviseta.
També cal destacar que aquests individus es reprodueixen amb una certa regularitat per partenogènesi (reproducció asexual). Quan no és així, es duu a terme mitjançant els espermatòfors. Presenten el gonòpor en el 5è segment, solen presentar dimorfisme sexual i alguns grups duen a terme certs rituals d'aparellament, com els Sminthurididae. Els col·lèmbols presenten entre 3 a 10 cromosomes segons l'espècie.
Pel que fa al seu cicle de vida, en la reproducció sexual, després de la fecundació els ous són dipositats al sòl. No existeixen cures parentals. Els individus juvenils presenten un desenvolupament epimòrfic, és a dir, aquests individus neixen amb la mateixa quantitat de segments que un individu adult. Per aquest motiu, encara que duguin a terme la muda a mesura que es van desenvolupant i creixent, no pateixen metamorfosis durant la seva vida. L'única diferència entre l'adult madur i el juvenil, a part de la diferència de mides, és que aquest últim no presenta estructures sexuals ben desenvolupades.
Els mascles solen madurar més ràpidament en comparació a les femelles. Tant mascles com femelles alternen entre etapes reproductives i no reproductives. Aquest mecanisme d'alternança entre estadis reproductius i no reproductius es coneix com a epitoquia. En aquest procés, els individus mostren estructures sexuals desenvolupades durant l'estadi reproductiu i perden aquests caràcters després de passar a l'estadi no reproductiu. Aquest canvi és molt més evident en mascles, per la presència de caràcters sexuals secundaris, com les antenes.

## Importància pels humans

### Impactes econòmics
Els col·lèmbols són ben coneguts com a plagues de cultius agrícoles. En cultius d'alfals, Sminthurus viridis causa greus danys, de fet és considerada una plaga a Austràlia. Un altre exemple és la família d'Onychiuridae que s'alimenten de tubercles i també danyen els cultius.
Tot i això, exerceixen un paper positiu en l'establiment de simbiosis planta-fong, ja que els col·lèmbols del terra tenen la capacitat de transportar, en el seu tegument, espores de fongs micorrízics i bacteris ajudants de la micorriza. Per tant, són beneficiosos per a l'agricultura.
S'ha vist que també contribueixen a controlar malalties fúngiques de les plantes a través del seu consum actiu de micelis i espores de fongs patògens. Fins i tot, podrien criar-se per ser utilitzats com a control de fongs patògens en hivernacles i cultius en interior.

### Impactes de salut
No hi ha proves suficients per determinar si els col·lèmbols poden tenir una interacció negativa directa amb els éssers humans. Es coneix que la dermatitis observada en pacients que han tingut contacte amb aquests individus prové del material orgànic que el col·lèmbol utilitza com a aliment, i no directament de l'animal.

### Canvi climàtic
Els estudis que s'han dut a terme a les regions polars, on s'espera que s'experimenti un dels impactes més grans del canvi climàtic, s'han obtingut respostes contrastades pel que fa als col·lèmbols: positives, negatives i neutres.
L'escalfament de la Terra provocarà una disminució de la humitat en el sòl. En experiments realitzats amb calefacció per infrarojos en un prat alpí, s'ha vist com hi hauria un efecte negatiu: una disminució en la biomassa i la diversitat de la mesofauna que afectaria les poblacions de col·lèmbols.
A més a més, s'ha vist que una heterogeneïtat a petita escala pot atenuar els danys als col·lèmbols davant un possible escalfament global gràcies a un estudi de 20 anys d'escalfament experimental en tres comunitats vegetals contrarestades.